# دورنیه دو ۳۳۵
دورنیه دو ۳۳۵ فایل (پیکان) (آلمانی: Dornier Do 335 Pfeil) یک جنگنده سنگین تک‌باله دو موتوره با چینش کشنده-هل‌دهنده ساخت شرکت دورنیه در آلمان بود که اواخر جنگ جهانی دوم طراحی و به شکل محدودی در لوفت‌وافه خدمت کرد.

## طراحی و توسعه
شرکت دورنیه بر مبنای تجربیات پیشین خود در زمینه هواگردهای دارای رانش خط مرکز مخصوصاً در ساخت قایق پرنده، اواسط دهه ۱۹۳۰ کار بر روی یک جنگنده پر سرعت با دو موتور مرکزی را آغاز کرد. در چنین پیکربندی موتورها خط رانش یکسانی داشتند و یک موتور در حالت کشش و دیگری در حالت هل‌دادن بود. این پیکربندی نسبت به چیدمان سنتی دو موتوره، چند مزیت داشت. نخست این که سطح پیشین، همانند هواگردهای تک‌موتوره، کم بود و بال‌ها خالی از سازه اضافه می‌ماند. دیگر این که در صورت از کار افتادن یکی از موتورها رانش نامتقارن ایجاد نمی‌شد. البته مشکلاتی در زمینه محور محرک پیشران پشتی وجود داشت.
بدین منظور، گروهی به رهبری اولریش هوتر هواگرد گوپینگن گو ۹ را به عنوان بستر آزمایش مفهوم طراحی کرد. این هواگرد یک موتور هیرت هااِم ۶۰اِر با توان ۸۰ اسب بخار داشت که در گرانی‌گاه زیر بال‌شانه‌ای بود. محور محرک از درون یک دم‌سازه نازک و طولانی پشت بال‌ها به یک پیشران چوبی چهار تیغه در دُم صلیبی‌شکل می‌رفت. گو ۹ نخستین بار سال ۱۹۴۰ به پرواز درآمد و نشان داد کاربرد پیشران فشاری از پشت کارآمد و امن است. با این وجود، دفتر فنی وزارت هوانوردی رایش در این زمان از دورنیه خواست کار بر روی جنگنده را رها و بر تولید بمب‌افکن و قایق پرنده تمرکز کند.
در نهایت سال ۱۹۴۲ دفتر فنی تقاضایی برای یک هواگرد پر سرعت غیر مسلح برای رخنه در اراضی دشمن، مطرح ساخت. دورنیه «پروژه ۲۳۱» خود با چیدمان موتور کشنده-هل‌دهنده را ارائه کرد. در رقابت با شرکت‌های آرادو و یونکرس، پس از ارزیابی قرارداد توسعه با دورنیه امضا و عنوان دو ۳۳۵ بر طرح آن نهاده شد. در ادامه وزارت هوانوردی با صدور فرمانی جدید خواهان باز طراحی دو ۳۳۵ به عنوان یک هواگرد چندمنظوره در نقش جنگنده روزانه، جنگنده شبانه، جنگنده-بمب‌افکن، جنگنده سنگین و هواگرد شناسایی شد که ساخت پیش‌نمونه به تأخیر انداخت. دو ۳۳۵ پائیز سال ۱۹۴۳ آماده پرواز بود.
دو ۳۳۵ یک موتور دایملر-بنتس دی‌ب ۶۰۳ با پوسته گرد در جلوی بدنه داشت. خروجی‌های اگزور این موتور پشت بال‌ها بود. موتور دیگری پشت بدنه قرار داشت که یک پیشران سه‌تیغه در پشت دُم صلیبی‌شکل را به چرخش درمی‌آورد. یک هواکش بزرگ زیر بخش پشتی بدنه برای این موتور تعبیه شد. زیر بخش مرکزی بال‌ها دریچه‌هایی برای محفظه تسلیحات بود. هواگرد می‌توانست یک بمب ۵۰۰ کیلوگرمی یا دو بمب ۲۵۰ کیلوگرمی را حمل کند. ارابه فرود شامل سه چرخ بود که بخش اصلی آن به طرف داخل درون بال‌ها و چرخ دماغه پس از چرخش ۹۰ درجه‌ای به پشت زیر اتاقک خلبان جمع می‌شد.
دو ۳۳۵ به صورت نیمه‌رسمی پیکان (Pfeil) خوانده می‌شد. خلبانان به جهت دماغه طولانی لقب «مورچه‌خوار» (ameisenbär) بر آن نهادند. یکی از خلبانان دورنیه روز ۲۶ اکتبر سال ۱۹۴۳ پیش‌نمونه نخست (دو ۳۳۵ فاو-۱) را در اوبرپفافنهوفن به پرواز درآورد. پس از کارآزمایی‌های شرکت، هواگرد برای کارآزمایی‌های گسترده رسمی به مرکز رشلین منتقل شد. گزارش‌ها از عملکرد پروازی، جز مقداری ناپایداری طولی، غالباً مطلوب بود. بیشتر خلبان از سرعت، شتاب، شعاع چرخش و هدایت‌پذیری عمومی آن رضایت بالایی داشتند. بدین شکل فرایند توسعه به خوبی پیش رفت و پیش‌نمونه‌های دیگری به کارآزمایی‌ها پیوستند.